# 사랑해 당신을 (1999년 드라마)
《사랑해 당신을》은 1999년 9월 11일부터 1999년 10월 31일까지 방영된 16부작의 최단명 MBC 주말연속극이다.
삽입곡으로 타이완 출신의 가수 등려군의 노래 《첨밀밀》을 리메이크한 두리안, Juliana Jean의 노래 《I'm Still Loving You》가 드라마에 쓰이며 큰 인기를 얻었다. 그리고 1979년 아리랑 싱어즈에 나온 노래 《I Love You, You Love Me》 라는 음악이 나왔다.

## 등장 인물
- 채림(봉선화)
- 감우성(김형준)
- 김지영(백장미)
- 차태현(박영재)
- 사미자(윤 여사)
- 김용림(황 여사)
- 김윤경(진 여사)
- 양금석(민현자)
- 길용우(봉민섭)
- 박원숙(장옥희)
- 백일섭(박명국)
- 서인석(유은상)
- 이혜은(유덕순)
- 양미라(문미경)
- 김민정(아역)
- 김윤경, 정재순, 양희경, 이숙, 경인선, 이근희, 서재경, 박종관, 허성수, 이미경, 김주황, 양미경, 박형준, 김일웅, 김상엽, 서유정

## 수상
- 1999년 MBC 연기대상 남자 신인상,시청자가 뽑은 올해의 탤런트상 차태현
- 1999년 MBC 연기대상 남자 인기상,베스트커플상 감우성
- 1999년 MBC 연기대상 여자 인기상, 베스트커플상 채림
- 2000년 제36회 백상예술대상 TV부문 여자 신인 연기상 채림

## 참고 사항
- 대본을 쓴 작가 박지현은 KBS 1TV TV소설 《길》, 《은하수》, 《초원의 빛》 등으로 인기를 얻었지만 일일극 《살다보면》의 실패로 슬럼프를 겪었다. 하

지만 MBC로 옮겨와 처음 쓴 연속극 《사랑해 당신을》 이후로는 MBC에서 활동해 왔다.
| 문화방송 주말연속극                              | 문화방송 주말연속극                                | 문화방송 주말연속극                                  |
| 이전 작품                                        | 작품명                                             | 다음 작품                                            |
| ------------------------------------------------ | -------------------------------------------------- | ---------------------------------------------------- |
| 장미와 콩나물 (1999년 3월 13일 ~ 1999년 9월 5일) | 사랑해 당신을 (1999년 9월 11일 ~ 1999년 10월 31일) | 남의 속도 모르고 (1999년 11월 6일 ~ 2000년 4월 30일) |